# Svenska Mästerskapet 1899
Il Campionato svedese di calcio 1899 (svedese: Svenska Mästerskapet i Fotbol 1899) è stato la 4ª edizione del torneo. 
È stata vinta dall'Örgryte, che ha battuto il Göteborgs FF.

## Partecipanti
| Club         | Città    | Stagione precedente |
| ------------ | -------- | ------------------- |
| Göteborgs FF | Göteborg | Esordiente          |
| Örgryte      | Göteborg | Campione di Svezia  |

## Tabellino
| Göteborg 6 agosto 1899, ore CEST | Örgryte     | 4 – 0 | Göteborgs FF | Idrottsplatsen\| Arbitro: \| Sven Lindhé \| |
| Arbitro:                         | Sven Lindhé |       |              |                                             |